# 海老澤順三
海老澤 順三（えびさわ じゅんぞう、1932年〈昭和7年〉2月11日 - 2025年〈令和7年〉3月13日）は、日本の政治家。位階は従四位。元北海道北斗市長（1期）上磯町長（8期）。

## 来歴
北海道上磯郡上磯町（現北斗市）出身。明治大学農学部卒。上磯町役場に入り、町議会事務局長を経て、1975年（昭和50年）、上磯町長に当選する。以来上磯町が合併するまで連続8期務めた。この間、道町村会会長、道漁港協会副会長を務めた。
2005年（平成17年）12月、翌年2月の北斗市発足による市長選挙に立候補を表明、市長選挙には元大野町長や元上磯町議が立候補、3人の争いになった。選挙の結果、海老澤が当選した。
北斗市長を1期務め、2010年（平成22年）に退任。同年、北斗市から名誉市民が贈られ、翌年の春の叙勲で、旭日中綬章を受章した。
市長在任中、市内に設置される北海道新幹線の駅の名称は「新函館駅」ではなく、「北斗駅にすべきだ」と発言して異議を唱えた。
2025年（令和7年）3月13日17時3分、腎不全のため死去した。93歳没。死没日付をもって従四位に叙された。